# Arginae
Arginae – podrodzina błonkówek z rodziny obnażaczowatych.

## Zasięg występowania
Przedstawiciele tej podrodziny występują na cały świecie.

## Systematyka
Do Arginae zalicza się 495 żyjących gatunków zgrupowanych w 11 rodzajach:

- Antargidium
- Arge
- Asiarge
- Brevisceniana
- Kokujewia
- Pseudarge
- Scobina
- Sjoestedtia
- Spinarge
- Triarge
- Zhuhongfuna

oraz jeden rodzaj wymarły:
- †Mioarge